# Larry the Cable Guy
Larry the Cable Guy, nome artístico de  Daniel Lawrence Whitney (Pawnee City, 17 de fevereiro de 1963) é um comediante, dublador, produtor, radialista, cantor country, escritor e ator norte-americano.

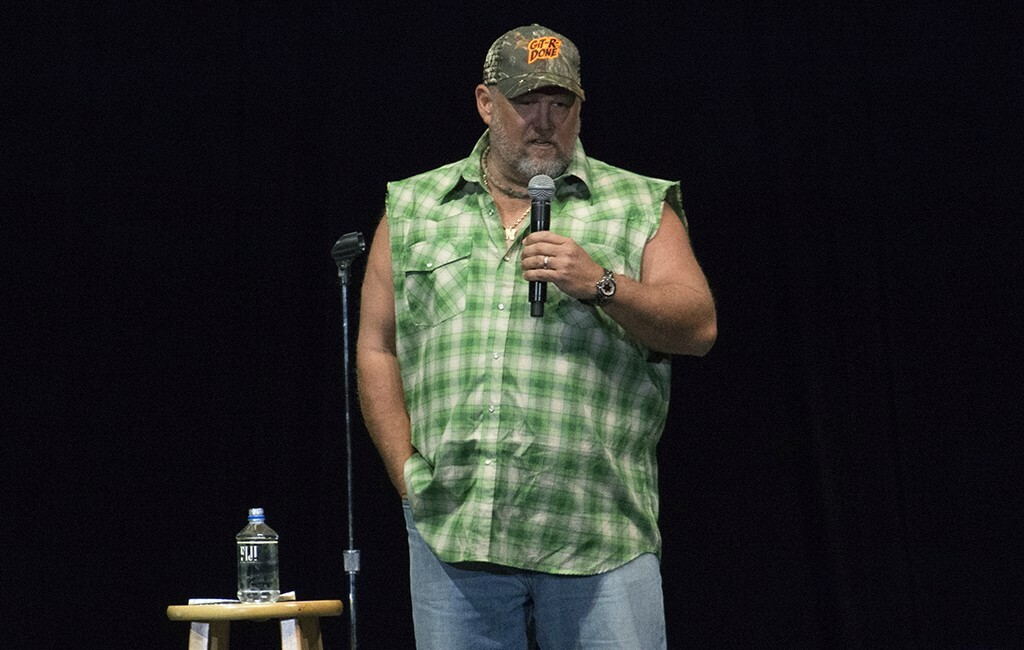
Larry the Cable Guy em um de seus shows em 2015.

Larry foi um dos membros da "Blue Collar Comedy Tour", uma trupe de comédias que incluía Bill Engvall, Ron White e Jeff Foxworthy (com quem já atuou na Blue Collar TV).
Larry the Cable Guy lançou sete álbuns de comédia, dos quais três foram certificados pela RIAA para envios de 500.000 cópias e, além disso, atuou em três filmes ligados a Blue Collar Comedy Tour, bem como em Larry the Cable Guy: Health Inspector, Delta Farce e Witless Protection, além de dar voz ao Tom Mate na franquia Carros,  da Disney Pixar. O slogan de Larry, "Git-R-Done!" é também o título do seu livro.
Em 26 de janeiro de 2010, o canal de TV History anunciou que estava encomendando uma série estrelada por Larry chamada Only in America com Larry the Cable Guy, na qual ele exploraria o país e mergulharia em diferentes estilos de vida, empregos e hobbies. O primeiro episódio da série foi ao ar em 8 de fevereiro de 2011. O final da série foi ao ar em 28 de agosto de 2013.